# ميليندا فاغنر
ميليندا فاغنر (بالإنجليزية: Melinda Wagner)‏ هي ملحنة أمريكية، ولدت في 25 فبراير 1957 في فيلادلفيا في الولايات المتحدة.

## وصلات خارجية
- ميليندا فاغنر على موقع ميوزك برينز (الإنجليزية)
- ميليندا فاغنر على موقع ديسكوغز (الإنجليزية)